# .mk
.mk is het achtervoegsel van domeinnamen in Noord-Macedonië. .mk-domeinnamen worden uitgegeven door MARNet, die verantwoordelijk is voor het top level domain 'mk'.
Beschikbare domeinen :
- .mk
- .com.mk
- .org.mk
- .net.mk
- .edu.mk
- .gov.mk
- .inf.mk
- .name.mk